# Arenda Haasnoot
Arenda Haasnoot (Leiden, 28 maart 1973) is een Nederlands theologe, predikante van de Protestantse Kerk in Nederland (PKN). Zij was van 2007 tot 2010 eerste assessor (vicevoorzitter) van de generale synode, het hoogste bestuursorgaan van de PKN. 

## Leven en werk
Haasnoot werd geboren in Leiden en groeide in Katwijk op in een traditioneel gereformeerd gezin. Ze volgde een opleiding voor verpleegkundige. Deze studie werd afgebroken. Daarna studeerde ze theologie aan de Rijksuniversiteit Leiden, en ze studeerde af aan de Vrije Universiteit in Amsterdam. 
In 2002 werd ze predikante in de Gereformeerde Kerk. Haar eerste gemeente was in 's Gravenmoer. Daar vervulde ze het predikantsambt samen met haar man, Jeroen Tiggelman. In september 2004 nam ze een beroep aan naar Geldermalsen. Haar man is predikant geworden in Leerdam.
Haasnoot typeert zichzelf als "tamelijk gereformeerd-orthodox en evangelisch". In 2005 werd zij lid van de generale synode van de Protestantse Kerk in Nederland. In april 2007 werd zij benoemd tot vicevoorzitter, waarmee ze dominee Gerrit de Fijter, die voorzitter werd, opvolgde. Met de benoeming van Haasnoot in het moderamen van de generale synode was de top van de Protestantse Kerk in meerderheid vrouw.
Vanwege de ziekte van De Fijter fungeerde Haasnoot als voorzitter van de synode en behandelde in die rol lastige dossiers als het ledenregistratiesysteem Numeri en de visie op de doop. Arenda Haasnoot trad regelmatig op als vertegenwoordiger van de PKN in de media. Hoewel ze genoemd werd als opvolger van De Fijter als voorzitter van de generale synode was zij voor die functie niet beschikbaar. In april 2011 verliet zij het moderamen van de generale synode.
In september 2011 werd Haasnoot voorzitter van Alpha-cursus Nederland, als opvolger van Leo Eland.
Vanaf 8 januari 2012 was Haasnoot voltijds predikant in de Protestantse Gemeente Rijnsburg. In 2021 werd zij predikant in de Protestantse Gemeente Spijkenisse-De Brug.
Ze maakte van 2008 tot 2012 deel uit van het panel van het zaterdagavond-radioprogramma Deze Week van de Evangelische Omroep.

### Kritiek op Isräelstandpunt PKN
In april 2024 uitte Arenda Haasnoot, samen met ruim zestig (emeritus-)predikanten, kritiek op het Israël-standpunt van de Protestantse Kerk in Nederland (PKN). In een open brief reageerden zij op een verklaring van de kerkelijke leiding over het conflict in Gaza en een interview met PKN-scriba René de Reuver. Haasnoot stelde dat de kerk eenzijdig is in haar benadering en onvoldoende ruimte biedt aan 'confessioneel-evangelische' opvattingen over Israël. Ze uitte haar zorgen over de invloed van 'liberale theologie'. Volgens haar werd de organisatie Christenen voor Israël onterecht neergezet als een beweging die enkel kolonisten steunt. Haar kritiek sloot aan bij haar eerdere opstelling als vicevoorzitter van de generale synode (2007-2010), toen zij al opmerkte dat de PKN terughoudend was in contacten met pro-Israëlische organisaties, terwijl dat niet zou gelden voor pro-Palestijnse groepen.

### Privé
Arenda Haasnoot is getrouwd met Jeroen Tiggelman die eveneens predikant is. Ze hebben samen drie zoons en twee dochters.